# Битва при Мортимерс-Кросс
Битва при Мортимерс Кросс (англ. Battle of Mortimer's Cross) состоялась 2 февраля 1461 года возле Кингсленда, Херефордшир (между Леминстером и Лентвордином у реки Лагг). Это была часть войны Алой и Белой розы.
После смерти герцога Йоркского в битве при Уэйкфилде Йорков возглавил его восемнадцатилетний сын Эдуард, граф Марч (будущий король Эдуард IV). Он пытался помешать частям армии Ланкастеров из Уэльса, которые вели Оуэн Тюдор и его сын Джаспер, присоединиться к основным силам их армии. Эдуард собрал войска, причём на его стороне выступали также значительные силы валлийцев во главе с сэром Уильямом Гербертом и его сторонниками.
Битве предшествовало небесное знамение в виде «ложного солнца» (паргелия), по-своему истолкованного обеими сторонами. Йорки победили, Джаспер Тюдор бежал, а Оуэн Тюдор был схвачен и казнён. Многие валлийцы были убиты (до 4000 по некоторым источникам). Эта победа проложила дорогу к коронации Эдуарда, состоявшейся позднее.